# Der dünne Mann
Der dünne Mann (engl. The Thin Man) ist ein amerikanischer Kriminalroman von Dashiell Hammett aus dem Jahr 1934. Es war Hammetts letzter Roman. Das Buch verfasste er, nachdem er etwa drei Jahre lang aufgrund seiner Alkoholabhängigkeit keinen Roman mehr geschrieben hatte. Die erste deutsche Übersetzung von Peter Fischer kam 1952 im Nest-Verlag, Nürnberg, heraus. 1976 veröffentlichte der Diogenes Verlag, Zürich, eine Neuübersetzung von Tom Knoth, die seither verwendet wird.

## Handlung
Die Geschichte spielt in New York City während der Weihnachtszeit 1932, in den letzten Tagen der Prohibition in den Vereinigten Staaten. Die Hauptfiguren sind der Ich-Erzähler Nick Charles, ein ehemaliger Privatdetektiv, und  seine schicke Frau Nora. Nick, der Sohn eines griechischen Einwanderers, verbringt die meiste Zeit in San Francisco, um die Geschäfte seines verstorbenen Schwiegervaters zu führen, und trinkt zwischendurch viel. In einer New Yorker Kneipe lernt Charles Dorothy kennen, die inzwischen erwachsene Tochter eines ehemaligen Kunden, Clyde Wynant, die sagt, dass sie versucht, den Vater zu kontaktieren, den sie seit seiner Scheidung nicht mehr gesehen hat. Clyde Wynant ist zudem der titelgebende „dünne Mann“ des Romans.
Zwei Tage später sieht Nick einen Zeitungsbericht über die Erschießung von Wynants Sekretärin (und einstiger Geliebten), Julia Wolf. Die Leiche wurde von Wynants früherer Ehefrau Mimi entdeckt, die jetzt mit dem jüngeren Christian Jorgenson verheiratet ist, einem Gigolo, der sie fast verlassen hat, nachdem sie ihre beträchtliche Scheidungsabfindung aufgebraucht haben. Der Mordfall wird von Leutnant John Guild geleitet, der vermutet, dass Julias Mörder ihr neuer Liebhaber, der Verbrecher Shep Morelli, war. In dieser Nacht bricht Morelli in Nicks Hotelsuite ein, um zu beteuern, dass er nicht der Mörder war; er wird jedoch von der Polizei entdeckt, die nun einbricht. Nick hat Zeit, Nora aus dem Weg zu räumen und Morelli so weit abzulenken, dass er nur leicht verletzt wird, bevor der Verbrecher verhaftet wird.
Guild erkennt Nick von einem Jahrzehnt zuvor wieder, als Guild noch ein Anfänger und Nick ein angesehenes Mitglied einer Detektei in Manhattan war. Guild möchte, dass Nick ihm bei seinen Ermittlungen hilft, insbesondere bei der Suche nach Wynant, der angeblich an einem geheimen Ort eine neue Erfindung entwickelt. Obwohl Nick zögert, wird er von seinem ehemaligen Armeekameraden Herbert Macaulay in die Angelegenheit hineingezogen, der Wynants Anwalt ist und sagt, er habe den Auftrag, ihm über die Sekretärin des Erfinders Geld zu besorgen. Nick erfährt mehr über Julia Wolf, während er in einer zwielichtigen Kneipe namens Pigiron trinkt. Der Besitzer, ein Tresorknacker namens Sudsy Burke, der von Nick Jahre zuvor verhaftet wurde, erzählt ihm, dass Julia dort mit einem ehemaligen Einbrecher, Arthur Nunheim, gesehen wurde.
Nick und Leutnant Guild wollen Nunheim verhören, aber es gelingt ihm, über eine Feuerleiter zu entkommen, und er wird später mit derselben Waffe erschossen aufgefunden, mit der Julia getötet wurde. Ein neuer Verdächtiger taucht auf, als sich herausstellt, dass Christian Jorgensons wahre Identität Victor Rosewater ist, Wynants ehemaliger Partner, der sich mit ihm gestritten und geschworen hatte, sich zu rächen. Später stellt sich auch heraus, dass seine Ehe mit Mimi bigamisch war. Mimi ist erst kürzlich aus dem Ausland zurückgekehrt, um mehr Geld von Wynant zu bekommen. Jetzt legt ihr Sohn Gilbert einen Brief von ihm vor, und später teilt sie Nick mit, dass Wynant in ihrer Wohnung vorbeigekommen sei und Urkunden und einen Scheck für die Bezahlung ihrer Ausgaben mitgebracht habe.
Schließlich wird Nick klar, dass die Suche nach Wynant überall erfolgte, nur nicht in den Räumlichkeiten, die dieser drei Monaten vor seiner Abreise geschlossen hatte. Bei einem Besuch dort entdeckt Nick eine Leiche unter einem frisch zementierten Boden. Sie wurde in Branntkalk begraben, aber die dazugehörige Kleidung eines dicken Mannes ist weitgehend unberührt, ebenso wie ein Spazierstock und eine Gürtelschnalle mit Initialen. Nick schließt daraus, dass die Gegenstände zurückgelassen wurden, um bei einer Entdeckung glauben zu machen, dass es sich bei der Leiche nicht um den sehr dünnen Wynant, sondern um eine sehr korpulente Person handelt. Er konfrontiert Mimi mit seinen Erkenntnissen und macht ihr klar, dass Macaulay Wynant betrogen hat, indem er sie nur mit einem Teil des Geldes abspeiste, während sie nun alles beanspruchen kann. Macaulay war der Mörder von Wynant, seiner Komplizin Julia und von Nunheim. Als die gierige Frau sich gegen Macaulay wendet, schlägt Nick ihn k.o., bevor er eine Waffe ziehen kann, und übergibt ihn der Polizei.
Aus den Konstellation ergeben sich Szenen voller Situationskomik, ähnlich wie in den Screwball-Komödien Hollywoods. Der Roman lebt zudem stark von einer Vielzahl exzentrischer und skurriler Gestalten, die nur sehr allmählich zur Wahrheit finden.
Irgendwann erzählte Hammett seiner Lebensgefährtin, der Dramatikerin Lillian Hellman, dass die Figur der Nora ihr nachempfunden sei, worüber sie sehr erfreut war. Allerdings seien nach seiner Aussage auch die naive junge Frau und die böse Protagonistin von ihr inspiriert.

## Verfilmung
Der Roman wurde 1934 mit William Powell als Nick Charles und Myrna Loy als Nora verfilmt. Es kam hierbei zu kleineren Abweichungen von der Romanvorlage.  Außerdem ist der Filmhund ein Foxterrier, während er im Roman ein Schnauzer ist.
Der erfolgreiche Film wurde fortgesetzt mit den Filmen After the Thin Man von 1936 (deutsche Titel: … und sowas nennt sich Detektiv, Nach dem dünnen Mann oder Dünner Mann, 2. Fall), Another Thin Man von 1939 (deutsch: Noch ein dünner Mann oder Dünner Mann, 3. Fall), Shadow of the Thin Man von 1941 (deutsch: Der Schatten des dünnen Mannes), The Thin Man Goes Home von 1945 (deutsch: Der dünne Mann kehrt heim) und Song of the Thin Man von 1947 (deutsch: Das Lied vom dünnen Mann) – jeweils mit William Powell und Myrna Loy in den Hauptrollen. Mit den Titeln der Fortsetzungen wurde der Eindruck erweckt, der dünne Mann sei Nick Charles.
Von 1957 bis 1959 verkörperten Peter Lawford und Phyllis Kirk die beiden Amateurdetektive in einer 72-teiligen TV-Serie.
Karikiert wurden die Figuren von Nick und Nora Charles in dem Film Eine Leiche zum Dessert von 1976 als Dick und Dora Charleston (gespielt von David Niven und Maggie Smith).